# 에그보
에그보(요루바어: egbò)는 서아프리카의 요루바인들이 먹는 옥수수 요리이다. 말린 흰옥수수 알을 물에 넣어 익힌 비교적 단순한 음식이며, 아프리카계 브라질인 문화·종교에서는 에보(포르투갈어: ebô) 또는 무쿤자(포르투갈어: mukunza)라 부르며 제물로 쓰인다. 후자의 어원은 킴분두어 "무쿤자(mu'kunza)"이며, "익힌 옥수수"를 뜻한다.

## 사진

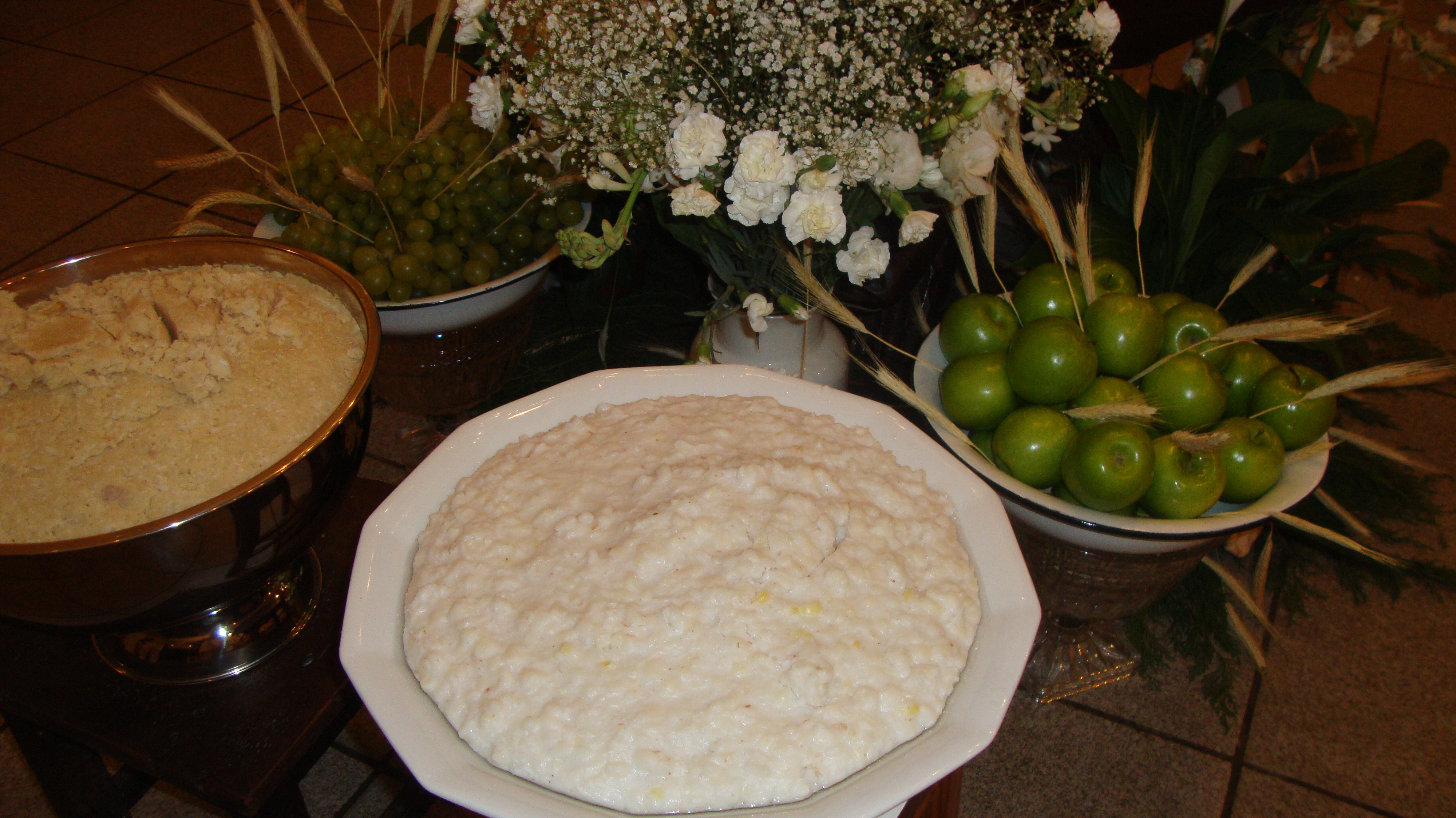
칸돔블레 제물로서의 에보

## 같이 보기
- 뭉군자
- 에코